# Psychotria crassiflora
Psychotria crassiflora är en måreväxtart som beskrevs av Francis Raymond Fosberg. Psychotria crassiflora ingår i släktet Psychotria och familjen måreväxter. Inga underarter finns listade i Catalogue of Life.